# Phantom 2040
Phantom 2040 es una serie animada de ciencia ficción, vagamente basada en el personaje de The Phantom, cómic creado por Lee Falk. El personaje central de la serie dice ser el 24.º "fantasma" de la saga. El diseño del personaje, distinto del tradicional, se debe a Peter Chung.
La serie se estrenó en 1994 y, pese a una acogida crítica muy favorable, sólo sobrevivió 33 capítulos antes de ser relegada a reposiciones de fin de semana en 1996. Posteriormente, la serie ha dado lugar a un videojuego, y ha sido adaptada al cómic.
El tema central de la serie, es la lucha del 24º fantasma contra la "Corporación Máxima" que quiere la dominación mundial al tiempo que consume ávidamente los recursos del planeta. Este fantasma futurista, que vive en una ciudad llamada Metropia, intenta evitar la dominación mundial y que se acaben los recursos del planeta antes de que sea tarde.

## Ediciones en VHS y DVD
Algunos episodios de la serie se han puesto a la venta en VHS y DVD, pero una edición completa aún está por salir. Otros episodios fueron puestos a la venta en VHS a finales de los 90. Un DVD llamado Phantom 2040: The Ghost Who Walks se publicó en el 2004, e incluye los cinco primeros episodios de la serie editados en una "película".

## Cómic
Phantom 2040 fue adaptado en una serie de cómics por Marvel Comics en 1995 (Portada de mayo -agosto de 1995). Sólo se publicaron cuatro números, lanzados como una miniserie. Las historias no estaban inspiradas en la serie de televisión, y tienen un tono diferente al oscuro y complicado de la serie animada. El cómic fue escrito por Peter Quiñones, dibujado por Steve Ditko, y entintado por Bill Reinhold. Cada número tiene una ilustración, dibujada por artistas como John Romita Sr.

## Videojuego
Un videojuego Phantom 2040 fue producido para Sega Génesis, Game Gear y Super NES similar a la serie animada, que recibió comentarios muy positivos a pesar de su oscuridad. En la versión de Game Gear, se puede jugar tanto como el Fantasma como su alter ego, Kit Walker. El juego tiene más de 20 diferentes finales, en función de las opciones que el jugador toma, a tiempo que avanza a través de la historia; y gira en torno a los intentos de Rebecca Madison de crear un bio ejército, reactivar a su marido muerto y tomar el control de Metropia y en el mundo.